# Twelfth Air Force
La Twelfth Air Force (12 AF; Air Forces Southern, (AFSOUTH)) è una forza aerea numerata dello United States Air Force Air Combat Command (ACC). Il suo comando principale è presso la Davis-Monthan Air Force Base (Arizona).
La sua natura essenziale consiste nell'essere un comando primario per unità convenzionali di caccia e bombardieri in pieno stato di addestramento e prontezza operativa per l'impiego effettivo come forza aerea (WFHQ, warfighting headquarters). È suo compito assicurare la disponibilità concreta e immediata di 10 stormi in servizio attivo ed una Direct Reporting Unit. Tali comandi subordinati impiegano più di 520 aerei da combattimento e più di 42 000 tra avieri e dipendenti civili dell'USAF. Partecipa a numerose operazioni nell'area di competenza dello United States Southern Command (USSOUTHCOM) a fianco di nazioni alleate nell'America centrale e in America meridionale, garantendo sicurezza e stabilità della regione.
Istituita il 20 agosto 1942 presso Bolling Field (Distretto di Columbia), la 12th Air Force è stata anche una forza aerea combattente delle United States Army Air Forces dispiegata nel Teatro del Mediterraneo della seconda guerra mondiale. Fu impegnata in operazioni in Nordafrica, Mediterraneo ed Europa occidentale. Durante la guerra fredda, la 12 AF fu una delle forze aeree numerate delle United States Air Forces in Europe (USAFE) e poi del Tactical Air Command (TAC). Alcune sue unità parteciparono ad operazioni di combattimento nella Guerra del Vietnam ed anche nella Operazione Desert Storm. Per effetto della Guerra al terrorismo, gran parte delle unità della 12th Air Force hanno operato nella zona di competenza dello United States Central Command. Dal 1987 la Twelfth Air Force (Air Forces Southern) addestra, equipaggia e prepara le unità che le assegnate provenienti dall'Air Combat Command ed inoltre funge da componente aero-spaziale dello U.S. Southern Command.

## Quadro d'insieme

### Twelfth Air Force
La Twelfth Air Force funge da WFHQ (comando principale operativo) per unità caccia e bombardieri addestrate e pronte all'impiego in qualunque posto del mondo. Ha il compito di assicurare la prontezza operativa di sette stormi in servizio attivo, che comprendono più di 33 000 effettivi e 400 aerei. La Twelfth Air Force ha anche la competenza su tre DRU, con organico di 1 200 persone, e 14 unità aggiuntive di Air Force Reserve ed Air National Guard, che comportano altri 18 800 effettivi e altri 200 aerei.
Il comando di cui parliamo è anche l'apripista nella realizzazione pratica del Warfighting Headquarters (WFHQ), come concepito dal Chief of Staff of the United States Air Force. Il WFHQ è composto di un elemento comando e controllo, una squadra di forze dell'aeronautica e un Air Operations Center ("Centro operazioni aeree"). Operativa dal giugno 2014 come WFHQ, la Twelfth Air Force ha incarnato il modello dell'aviazione per i futuri Combined Air and Space Operations Centers ("Centri per operazioni aerospaziali combinate") e per le forze aeree addette ad un WFHQ.
Il comando della 12AF è anche preposto alla prontezza operativa degli stormi ed altri reparti aggiunti alla Twelfth Air Force provenienti da Air Force Reserve e Air National Guard. Queste unità annoverano più di 220 aerei ed oltre 18 900 avieri. Vi sono tre avamposti da cui queste unità contrastano il narcotraffico ed il narco-terrorismo, collaborano con le forze aeree associate, forniscono soccorso umanitario e reagiscono ai disastri naturali.

### Air Forces Southern (AFSOUTH)

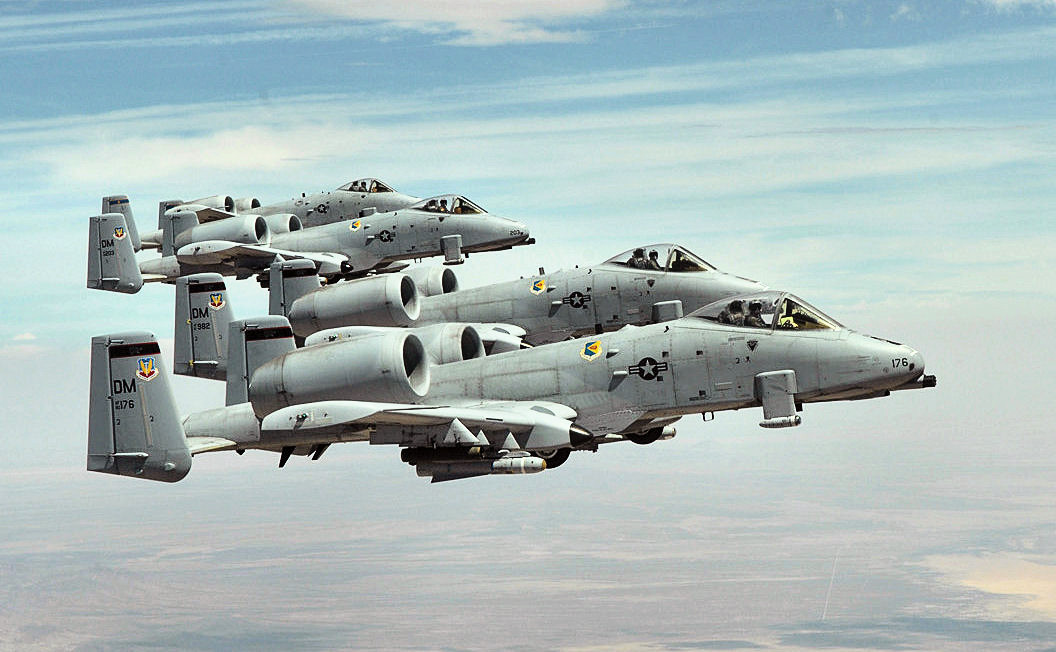
A-10 del 355th FW sul cielo dell'Arizona

La missione di AFSOUTH è svolgere operazioni aeree, aerospaziali congiunte e combinate oltre ad operazioni informative nella zona di competenza assegnata all'USSOUTHCOM.
Per adempiere tale funzione AFSOUTH si avvale di un ampio ventaglio di risorse di Intelligence, Sorveglianza e Ricognizione (ISR), aviotrasporto intra-teatro e informative. Inoltre, il Centro operazioni aeree (AOC) ha il compito di sviluppare strategia e piani per eseguire operazioni aeree e spaziali in appoggio degli obiettivi USSOUTHCOM.
Air Forces Southern ha la supervisione sulle risorse dell'aeronautica, su cinque avamposti e sugli impegni civili e militari nella zona di competenza dell'USSOUTHCOM — il Centro-Sud America e i Caraibi. La Twelfth Air Force (Air Forces Southern) è pure incaricata della prontezza operativa di cinque sistemi d'arma AN/USQ-163 Falconer nell'aeronautica.

## Organizzazione
Tipicamente, la 12 AF/CC e la sua organizzazione di comando e controllo costituiscono il fulcro della sezione comando AFSOUTH. A differenza della 12 AF/CC, che fa capo a COMACC ed ha solo una missione addestrativa, il comandante di AFSOUTH (COMAFSOUTH) fa capo al comandante di US Southern Command (CDRUSSOUTHCOM) ed ha una funzione di reale combattimento in guerra. AFSOUTH non ha risorse organiche, ma attinge da forze che le vengono fornite da CDRUSSOUTHCOM. Attualmente, AFSOUTH gestisce a rotazione quattro C-130 dell'Air Force Reserve Command e Air National Guard di stanza presso Muniz Air National Guard Base (Porto Rico).
Il SOUTHCOM JFACC è un comandante di unità di combattimento che fa capo a CDRUSSOUTHCOM e dirige le forze aeree e di difesa aerea affidategli per lo svolgimento della sua missione da CDRUSSOUTHCOM. Questo ha tipicamente luogo solo durante le situazioni di crisi nell'area di responsabilità di SOUTHCOM. Ad ogni modo, il JFACC ha una significativa capacità di comando e controllo che è impiegata per gestire alcune operazioni aeree, assieme alla Joint Interagency Task Force South, che combatte il traffico illegale di narcotici da diversi avamposti operativi. Analogamente ad AFSOUTH, il SOUTHCOM JFACC di solito trae il suo personale, compreso il comandante, da quello del 12 AF/CC.
Nel 1963 il Congresso istituì lo US Southern Command e le sue componenti di servizio, tra cui quella che al tempo era conosciuta come Southern Air Force (SOUTHAF). Nel 2007, la SOUTHAF fu formalmente ribattezzata AFSOUTH. Il comandante di AFSOUTH è inserito nella catena di comando che va dal Presidente attraverso il Segretario alla difesa al CDRUSSOUTHCOM, e al comandante di AFSOUTH.

### Unità

#### Servizio attivo
- 49th Wing, Holloman Air Force Base, Nuovo Messico (MQ-1, MQ-9)
- 355th Fighter Wing, Davis-Monthan Air Force Base, Arizona (A-10A/C)
- 366th Fighter Wing, Mountain Home Air Force Base, Idaho (F-15E)
- 388th Fighter Wing, Hill Air Force Base, Utah (F-16C)
- 432d Air Expeditionary Wing, Creech Air Force Base, Nevada (MQ-1, MQ-9)
- 552nd Air Control Wing, Tinker Air Force Base, Oklahoma (E-3)
- 557th Weather Wing, Offutt Air Force Base, Nebraska (Weather Support)[6]

#### Direct Reporting Unit
- 820th RED HORSE Squadron, Nellis AFB, Nevada
- 726th Air Control Squadron, Mountain Home AFB, Idaho
- 729th Air Control Squadron, Hill AFB, Utah
- 612th Air and Space Operations Center, Davis-Monthan AFB, Arizona
- 612th Air Communications Squadron, Davis-Monthan AFB, Arizona
- 612th Theater Operation Group, Davis-Monthan AFB, Arizona
  - 612th Air Base Squadron, Soto Cano AB, Honduras

#### Air Force Reserve
- 301st Fighter Wing, Naval Air Station, Joint Reserve Base, Fort Worth, Texas (F-16)
- 419th Fighter Wing, Hill AFB, Utah (F-16)

## Storia
Istituita durante la Seconda guerra mondiale il 20 agosto 1942 a Bolling Field, nel distretto di Columbia, la 12a Air Force era una forza aerea dell'esercito degli Stati Uniti che combatteva le forze aeree dispiegate nel Mediterraneo per l'Operazione Torch. In principio si spostò in Inghilterra per addestramento, poi partecipò alle operazioni nel Nord Africa, nel Mediterraneo, nello sbarco in Sicilia, e nell'Europa occidentale.
Durante la guerra fredda stazionò in Europa e quindi si impegnò in operazioni di combattimento durante la guerra del Vietnam e nell'operazione Desert storm.
Una parte della complicata storia organizzativa della 12th Air Force in questo periodo si può leggere in un sito esterno.

### Evoluzione organica
- Istituita come Twelfth Air Force, e attivata, il 20 agosto 1942

Disattivata il 31 agosto 1945
- Attivata il 17 maggio 1946

Dismessa il 1º luglio 1950
- Organizzata e attivata il 21 gennaio 1951

### Comandi sovraordinati
- Army Air Forces, 20 agosto 1942 – 31 agosto 1945
- Tactical Air Command, 17 maggio 1946 – 1º dicembre 1948
- Continental Air Command, 1º dicembre 1948 – 1º luglio 1950
- United States Air Forces in Europe, 21 gennaio 1951 – 1º gennaio 1958
- Tactical Air Command, 1 gennaio 1958 – 1º giugno 1992
- Air Combat Command, 1º giugno 1992 – oggi

### Componenti principali

#### Air Division USAF
- 42d Air Division, 1–8 gennaio 1958
- 44th Air Division, 12 gennaio – 27 giugno 1949
- 307th Air Division, 12 gennaio – 27 giugno 1949
- 309th Air Division, 12 gennaio – 27 giugno 1949
- 310th Air Division, 12 gennaio – 27 giugno 1949
- USAF Southern Air Division, 1º gennaio 1976 – 1º gennaio 1989

Rinominata: 830th Air Division, 1º gennaio 1989 – 15 febbraio 1991
Rinominata: Air Forces Panama, 15 febbraio 1991 – 11 febbraio 1992
- 831st Air Division, 1º gennaio 1958 – 20 aprile 1971; 1º dicembre 1980 – 31 marzo 1991
- 832d Air Division, 1º gennaio 1958 – 20 aprile 1971; 1º dicembre 1980 – 31 marzo 1991
- 833d Air Division, 1 dicembre 1980 – 15 novembre 1991
- 834th Air Division, 1º gennaio 1958 – 1º aprile 1959; 31 gennaio 1972 – 1º dicembre 1974
- 835th Air Division, 23 luglio 1964 – 30 giugno 1971
- 836th Air Division, 1º gennaio 1981 – 1º maggio 1992
- 838th Air Division, 1º luglio 1963 – 24 dicembre 1969
- 839th Air Division, 1º luglio 1963 – 9 novembre 1964

### Station
- Bolling Field, Washington, 20–28 agosto 1942
- Inghilterra, 12 settembre – 22 ottobre 1942
- Algeria, 9 novembre 1942
- Tunisia, 10 agosto 1943
- Italia, 5 dicembre 1943 – 31 agosto 1945
- March Field, California, 17 maggio 1946
- Brooks AFB, San Antonio, 1º gennaio 1949 – 1º luglio 1950
- Wiesbaden AB, Germania Ovest, 21 gennaio 1951
- Ramstein AB, Germania Ovest, 27 aprile 1953
- Connally AFB, Waco, 1º gennaio 1958
- Bergstrom AFB, Austin, agosto 1968
- Davis-Monthan AFB, Tucson, 1º ottobre 1992 – oggi

### Seconda guerra mondiale

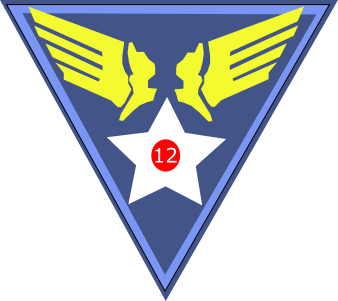
Stemma della 12th United States Army Air Force (USAAF) usato nella Seconda guerra mondiale

Le origini della Twelfth Air Force risalgono ad una serie di incontri degli Alleati che, a metà del 1942, intendevano sviluppare una strategia per l'invasione del Nordafrica (Operazione Torch). Poiché questa complessa operazione postulava una nuova organizzazione che fornisse in misura adeguata uomini e mezzi, i piani di attivazione procedettero di pari passo con la pianificazione dell'invasione.
Il 20 agosto 1942 presso Bolling AFB (Maryland) fu attivata la Twelfth Air Force. Il 22 settembre 1942 il brigadier generale Jimmy Doolittle assunse formalmente il commando della 12th AF, con il colonnello Hoyt Vandenberg come capo di stato maggiore. Già pochi mesi dopo la sua nascita, la 12th AF portò i suoi primi contributi nella Seconda guerra mondiale. Quando venne il D-Day per l'invasione del Nordafrica (Operazione Torch), ovvero l'8 novembre 1942, la 12th AF era organizzata come si legge nella tabella di seguito:
| XII Bomber Command | XII Air Support Command | XII Fighter Command | 51st Troop Carrier Wing | Photographic Reconnaissance Wing          |
| ------------------ | ----------------------- | ------------------- | ----------------------- | ----------------------------------------- |
| *97th BG (B-17)    | 47th BG (A-20)          | *1st FG (P-38)      | 60th TCG (C-47)         | 3rd Photo Group (B-17, F-4)               |
| *301st BG (B-17)   | 310th BG (B-25)         | *14th FG (P-38)     | 62nd TCG (C-47)         | 68th Observation Group (A-20)             |
| +17th BG (B-26)    | 33rd FG (P-40)          | 31st FG (Spitfires) | 64th TCG (C-47)         |                                           |
| +319th BG (B-26)   | *81st FG (P-39)         | 52nd FG (Spitfires) |                         |                                           |
| +320th BG (B-26)   | *350th FG (P-39)        |                     |                         |                                           |
| +321st BG (B-25)   | *82nd FG (P-38)         |                     |                         | (*Gruppi provenienti dalla 8th Air Force) |
| *15th BS (Bostons) |                         |                     |                         | (+Gruppi in addestramento negli U.S.A.)   |

Inizialmente la 12th AF era un'organizzazione composita che comprendeva sia gruppi da bombardamento pesante-strategico, sia da bombardamento tattico (leggero-medio), sia gruppi da caccia. Avendo le basi nel Marocco francese ed in Algeria dopo l'Operazione Torch, per la 12th AF divenne assai importante coordinarsi e cooperare con la Royal Air Force (britannica) che combatteva in Africa già da due anni.
Siffatta collaborazione tra alleati era oggetto di grande interesse per il presidente americano Franklin Delano Roosevelt, per il primo ministro britannico Winston Churchill, e per i loro più stretti collaboratori alla Conferenza di Casablanca del gennaio 1943, in cui vide la luce il Mediterranean Air Command (MAC) con il maresciallo dell'aria Sir Arthur Tedder come comandante aereo in capo. Quando si progettava la Campagna di Tunisia, il comando di Tedder era adiacente a quello del suo diretto superiore, nonché comandante supremo alleato, generale Dwight Eisenhower, ad Algeri poco dopo la nuova riorganizzazione aerea alleata, avviata il 18 febbraio 1943. Le Northwest African Air Forces (NAAF) agli ordini del tenente generale Carl Spaatz erano la più grossa componente del MAC e la loro organizzazione era basata sul modello a tre forze (No. 205 Group strategico, No. 201 Group costiero, e Air Headquarters Western Desert tattico) come indicato di seguito.
Pertanto i tre principali comandi da combattimento delle NAAF erano:
- Northwest African Strategic Air Force (NASAF) sotto l'ex comandante della 12th AF maggior generale James Doolittle
- Northwest African Coastal Air Force (NACAF) sotto il vice-maresciallo dell'aria Hugh Lloyd
- Northwest African Tactical Air Force (NATAF) sotto Arthur Coningham.

Coerentemente con la priorità MAC di favorire la cooperazione USAAF-RAF, il vice-maresciallo dell'aria (britannico) James Robb fu nominato vicecomandante di Spaatz (USA) per le NAAF e assunse la direzione delle operazioni. La 9th Air Force del tenente generale Lewis Brereton fu assegnata al RAF Middle East Command benché i suoi gruppi 12th Bombardment (B-25C) e 57th Fighter (P-40F) dovessero formare una Desert Air Task Force distaccata presso la Western Desert Air Force della NATAF sotto il vice-maresciallo dell'aria Harry Broadhurst che aveva rimpiazzato Coningham, quando questi era stato promosso comandante della NATAF.
La 12th AF, la più grande forza aerea costituita in così pochi mesi, cessò di esistere nella nuova struttura organizzativa del MAC. Come organizzazione operativa, la 12th AF semplicemente scomparve quando i suoi gruppi furono spartiti tra i vari nuovi comandi (elencati supra) delle NAAF. Il solo vestigiale riferimento alla 12th AF era il XII Air Support Command del maggior generale Edwin House che assieme alla Western Desert Air Force di Broadhurst, la Tactical Bomber Force del vice-maresciallo dell'aria Sir Laurence Sinclair, ed il No. 242 Group del parigrado Sir Kenneth Cross, andò a far parte della NATAF di Coningham. Successivamente, il XII Air Support Command divenne ancor meno visibile, poiché fu distaccato al No. 242 Group. La curiosa situazione in cui versava la 12th AF nel febbraio 1943 è illustrata da questa citazione:

«Uno dei problemi pacificamente minori della riorganizzazione riguardava lo status della Twelfth Air Force. Dato che i suoi reparti, personale e mezzi erano stati trasferiti alle NAAF il 18 febbraio, in teoria ed in pratica la Twelfth sembrava essersi dissolta. Nell'ultima riunione col suo staff, il 22 febbraio, Doolittle espresse l'opinione che una volta sistemate certe faccende come le corti marziali, lo "scheletro" della Twelfth — "il nome soltanto" — dovesse essere restituito agli Stati Uniti per una reincarnazione, oppure decorosamente sepolto per ordine del War Department. Spaatz pose la questione ad Eisenhower e, siccome gli avevano risposto che il comando della Twelfth Air Force sarebbe stato mantenuto con funzione di direzione amministrativa degli elementi U.S. Army all'interno delle NAAF, egli ne assunse il comando dal 1º marzo. In qualità di comandante, però, non aveva specifici collaboratori, dato che c'era un automatismo per cui gli ufficiali AAF erano ribattezzati staff delle NAAF conservando posizioni equivalenti a quelle ricoperte nella Twelfth. In realtà, tutte le funzioni amministrative erano svolte dalle NAAF e la quasi-esistenza della Twelfth serviva più che altro a dissimulare alcuni esperti di stato maggiore.»

Benché la 12 AF non trovasse essenzialmente riconoscimento nell'organizzazione aerea ufficiale degli Alleati (MAC), rimaneva senz'altro un'entità rilevante nelle USAAF. MA perfino il resoconto ufficiale U.S. Army Air Forces World War II Combat Chronology 1941–1945 registrava le sue annotazioni quotidiane sotto la rubrica "NAAF" invece di "12th AF" tra il 1º marzo ed il 1º settembre 1943. Per ironia della sorte, la Ninth Air Force USA mantenne la sua identità nel MAC (e nella USAAF Combat Chronology) pur essendo ufficialmente un sub-comando del RAF Middle East Command e la maggior parte dei suoi gruppi fossero assegnati ad altri comandi operativi come la NATAF dopo la riorganizzazione di febbraio delle forze aeree alleate.
Il 22 agosto 1943 il 12th ed il 340th Bombardment Group della Ninth Air Force, ed i suoi 57th, 79th, e 324th Fighter Group furono trasferiti alla 12th AF. Questo mutamento coincise con il trasferimento della 9th AF dal MTO al Teatro europeo delle operazioni (ETO).
Il 1º settembre 1943 tutte le funzioni amministrative di elementi USAAF delle NAAF furono trasferite alle opportune organizzazioni della Twelfth AF: HQ NAAF a HQ Twelfth AF, NASAF al XII Bomber Command, NATAF al XII Air Support Command, NACAF al XII Fighter Command, NAASC al XII AFSC, NAAF TCC al XII Troop Carrier Command (Provincial), NWPRW al Photographic Reconnaissance Wing (Provincial), e NATC al XII Training Command (Provincial) ma il controllo "operativo" rimaneva alle NAAF.
Il 10 dicembre 1943 il MAC fu disciolto e riorganizzato come Mediterranean Allied Air Forces (MAAF) con il maresciallo dell'aria Sir Arthur Tedder quale comandante in capo. A metà gennaio 1944 il tenente generale Ira C. Eaker assunse il comando delle MAAF poiché Eisenhower aveva svelto Tedder per presiedere alle operazioni aeree e alla pianificazione dello sbarco in Normandia. La nuova organizzazione delle MAAF mantenne i'originario "modello a tre forze" adottato dalla Conferenza di Casablanca con la creazione del MAC circa un anno prima:
- Mediterranean Allied Strategic Air Force (MASAF) sotto il maggior generale Nathan Farragut Twining
- Mediterranean Allied Coastal Air Force (MACAF) sotto il vice-maresciallo dell'aria Hugh Lloyd
- Mediterranean Allied Tactical Air Force (MATAF) sotto il maggior generale John K. Cannon.

Alcune componenti della 12th AF, anche sotto Cannon, furono assegnate a vari suoi sub-comandi MATAF dopo che i gruppi di bombardamento pesante della 12th (e tre gruppi di bombardamento medio su B-26 furono alla fine restituiti alla 12th) erano stati trasferiti alla neonata Fifteenth Air Force (1º novembre 1943; per poco tempo sotto Doolittle e poi Twining) come parte della MASAF. Nel gennaio 1944, Doolittle passò a comandare la 8th AF in Inghilterra che, assieme alla 15th AF in Italia, formava le United States Strategic Air Forces (USSTAF) sotto Spaatz, già comandante della 12th AF, NAAF, e della 8th AF.

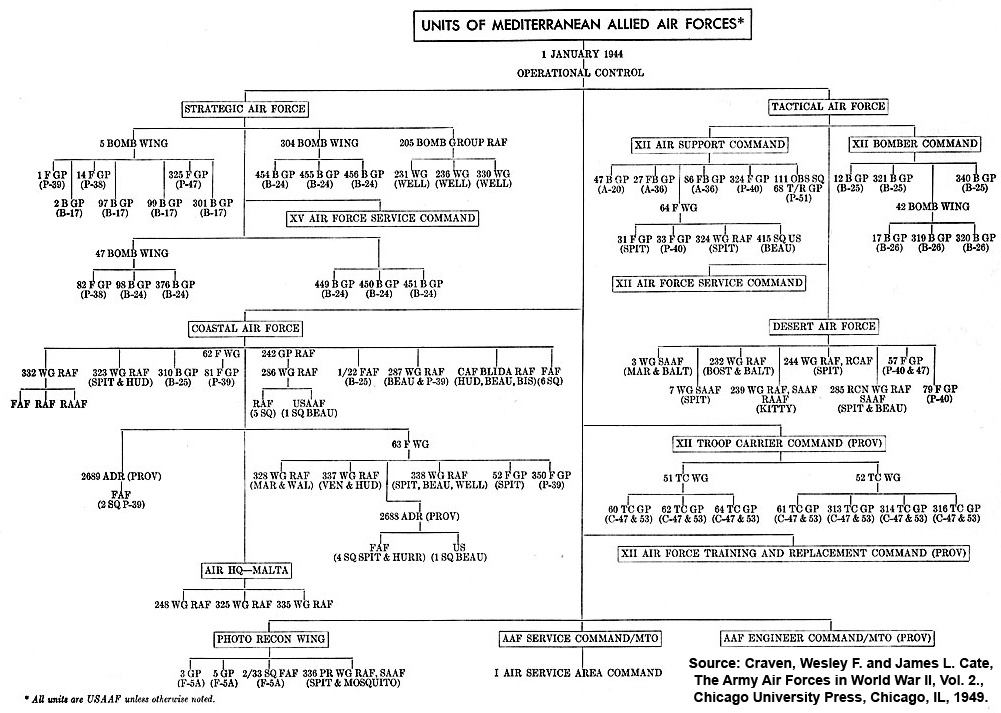
Unità ed organizzazione delle Mediterranean Allied Air Forces nel gennaio 1944.

Come forza tattica americana nel Mediterraneo, la 12th AF in primo luogo offrì soprattutto supporto tattico ravvicinato alle forze terrestri americane in Italia e Francia meridionale attaccando le linee di trasporto e comunicazione, particolarmente strade, ferrovie e ponti fino alla fine della guerra. La 12th AF operò nel Mediterraneo, Marocco francese, in Algeria, Tunisia, Grecia, Italia, Francia meridionale, Jugoslavia, Albania, Romania e Austria. Fino al giorno della vittoria, la 12th AF svolse 430 681 missioni, lanciò 217 156 tonnellate di bombe, dichiarò la distruzione di 2 857 velivoli nemici e ne perse 2 667.
Al termine delle ostilità, la Twelfth Air Force fu disattivata il 31 agosto 1945 a Firenze.
Stazioni della 12th Air Force:
- Bolling Field, D.C., dal 20 al 28 agosto 1942
- Inghilterra, dal 12 settembre al 22 ottobre 1942
- Algeria, 9 novembre 1942
- Tunisia, 10 agosto 1943
- Italia, dal 5 dicembre 1943 al 31 agosto 1945.

Comandanti della 12th Air Force: 
- Tenente colonnello Roger J. Browne, 26 agosto 1942
- Tenente colonnello Harold L. Neely, 28 agosto 1942
- Maggior generale James H. Doolittle, 23 settembre 1942
- Tenente generale Carl Spaatz, 1º marzo 1943
- Tenente generale John K. Cannon, 21 dicembre 1943
- Maggior generale Benjamin W. Chidlaw, 2 aprile 1945
- Brigadier generale Charles T. Myers, dal 26 maggio al 31 agosto 1945.

Campagne della 12th Air Force: Air Combat, EAME Theater; Algeria-Marocco francese; Tunisia; Sicilia; Napoli-Foggia; Anzio; Roma-Arno; Francia meridionale; Appennini settentrionali; Valle del Po.

#### Comandi

##### XII Tactical Air Command
Il XII Tactical Air Command fu costituito come XII Ground Air Support Command il 10 settembre 1942 e attivato il 17 settembre. Fu assegnato alla Twelfth Air Force e rinominato XII Air Support Command, e poi ancora ribattezzato XII Tactical Air Command nell'aprile 1944. Il comando fu trasferito nel Marocco francese il 9 novembre 1942 nell'ambito degli sbarchi che l'Operazione Torch prevedeva in Nordafrica.
Il XII Tactical Air Command prestò servizio in combattimento nei teatri bellici del Mediterraneo e dell'Europa fino al maggio 1945. Le unità conosciute erano:
- 5th Bombardment Wing (1942)

(Gruppi trasferiti al XII Bomber Command)
- 64th Fighter Wing (1943–1945)
Algeria, Tunisia, Sicilia, Italia

27th Fighter Group (giugno 1943 – maggio 1945) (A-36)
31st Fighter Group (novembre 1942 – aprile 1944) (Spitfire)
33d Fighter Group (novembre 1942 – febbraio 1944) (P-39)
86th Fighter Group (luglio 1943 – aprile 1945) (A-36, P-40, P-47)
324th Fighter Group (ottobre 1943 – maggio 1945) (P-47)
- 57th Bombardment Wing (1943)

Trasferito dalla 9th Air Force
(Gruppi trasferiti al XII Bomber Command)
- 87th Fighter Wing (aprile–settembre 1944)
Algeria, Italia, Corsica

57th Fighter Group (1944) (P-47)
86th Fighter Group (1944) (P-47)

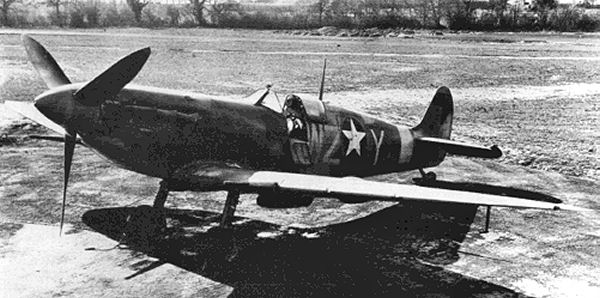
Spitfire V del 31st Fighter Group 309th Fighter Squadron

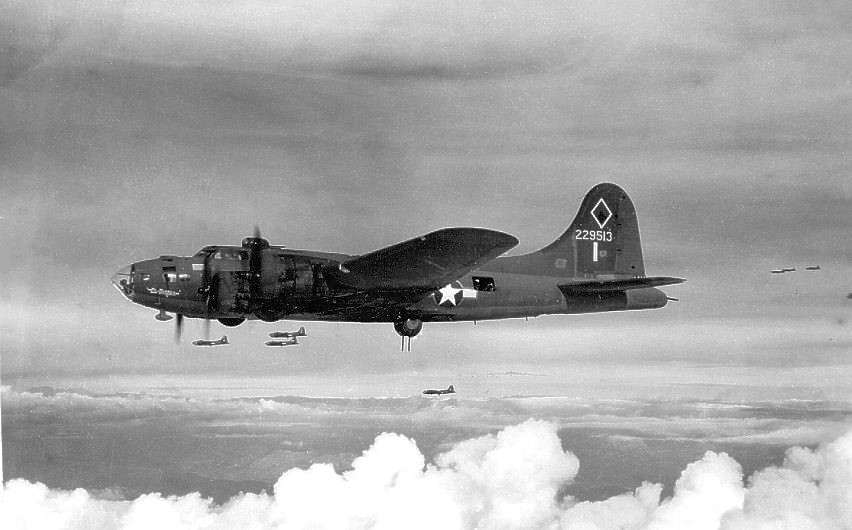
B-17F 42-29513 del 99th Bomb Group

Il colonnello Demas T. Craw e il maggiore Pierpont M. Hamilton furono decorati con Medal of Honor per eroismo nel corso dell'invasione di Algeria-Marocco francese (la più volte ricordata Operazione Torch). Quando gli Alleati sbarcarono a Mehdia (Marocco francese) l'8 novembre 1942, entrambi gli ufficiali si offrirono volontari per attraversare le linee nemiche ed incontrarsi con il comandante francese presso Port Lyautey per negoziare un cessate il fuoco.
Dopo essere atterrati sulla spiaggia sotto il fuoco nemico, Craw, il suo interprete, maggior Pierpont M. Hamilton, assieme al loro autista, soldato Orris Correy, si diressero verso il comando francese a bordo di un autocarro leggero. Furono fatti segno a fuoco di mitragliatrici, che uccise Craw. Hamilton e Correy furono catturati. Benché ridotto a prigioniero di guerra, il maggior Hamilton riuscì a persuadere i francesi alla resa ed ottenne la Medal of Honor il 19 febbraio 1943. Il soldato Correy fu promosso sergente e Pierpont Hamilton, discendente di Alexander Hamilton, divenne ufficiale di intelligence nella Northwest African Tactical Air Force, comando dipendente dalle nuove Northwest African Air Forces guidate dal tenente generale Carl Spaatz, che assunse pure il comando amministrativo della Twelfth Air Force il 1º marzo 1943.
Il colonnello Demas Craw fu insignito di Medal of Honor alla memoria il 4 marzo 1943 e la US Navy lo ricordò chiamando Craw Field la sua base aerea di Port Lyautey (Marocco francese). Il solo membro della Twelfth Air Force che ottenne la Medal of Honor per eroismo in azione di volo (come abbiamo visto, i due ufficiali appena citati erano impegnati in una missione terrestre) fu il tenente Raymond L. Knight del 350th Fighter Group.

##### XII Bomber Command
Il XII Bomber Command fu costituito il 26 febbraio 1942 e attivato il 13 marzo successivo presso la MacDill Air Force Base in Florida. Fu assegnato alla Twelfth Air Force in agosto e trasferito, senza personale né materiali, a High Wycombe (Inghilterra) dove il comando venne ristrutturato. Il XII Bomber Command fu trasferito a Tafaraoui (Algeria) il 22 novembre 1942 nell'ambito degli sbarchi in Nordafrica della Operazione Torch.
Il XII Bomber Command partecipò a combattimenti nel Teatro del Mediterraneo fino al 1º novembre 1943, quando la maggior parte del personale fu ritirato. Il comando fu riorganizzato nel gennaio 1944 ed impiegato in combattimento fino al 1º marzo. Fu disciolto in Corsica in 10 giugno 1944.
Le unità conosciute del XII Bomber Command erano:
- 5th Bombardment Wing (novembre 1942 – novembre 1943)

Unità trasferite da XII Tactical Air Command
Riassegnate a Fifteenth Air Force, novembre 1943
Ubicate in: Marocco francese, Algeria, Tunisia, Italia
2d Bombardment Group (marzo–novembre 1943) (B-17)
47th Bombardment Group (novembre 1942 – novembre 1943) (A-20,A-26)
15th Bombardment Squadron (Light) (novembre 1942) (RAF Douglas A-20C Havoc Boston III)**
97th Bombardment Group (novembre 1942 – novembre 1943) (B-17)
trasferito da Eighth Air Force
98th Bombardment Group (settembre–novembre 1943) (B-24)
trasferito da Ninth Air Force
99th Bombardment Group (febbraio–novembre 1943) (B-17)
301st Bombardment Group (dicembre 1942 – novembre 1943) (B-17)
trasferito da Eighth Air Force
376th Bombardment Group (settembre–novembre 1943) (B-24)
trasferito da Ninth Air Force
1st Fighter Group (novembre 1942 – novembre 1943) (P-38)
14th Fighter Group (novembre 1942 – novembre 1943) (P-38)
trasferito da Eighth Air Force
325th Fighter Group (febbraio–novembre 1943) (P-40)
68th Reconnaissance Group (novembre 1942 – novembre 1943)
(P-38, P-39, P-40, P-51, A-20, A-36, B-17, B-24)
.** Sopravvissute del 27th Bomb Group con base in Australia trasferite a 12th AF.
Assorbite nel 47th BG
- 42d Bombardment Wing (luglio 1943 – ottobre 1945)

Riassegnato a XII Tactical Air Command maggio 1945
Ubicato in: Tunisia, Sardegna, Corsica, Francia
17th Bombardment Group (gennaio 1944 – ottobre 1945) (B-26)
319th Bombardment Group (luglio 1943 – gennaio 1945) (B-25, B-26)
320th Bombardment Group (luglio 1943 – luglio 1945) (B-26)
1st Fighter Group (luglio–novembre 1943) (P-38)
325th Fighter Group (luglio–dicembre 1943) (P-40)
- 47th Bombardment Wing (novembre 1942 – novembre 1943)

Riassegnato a 15th Air Force novembre 1943
Ubicato in: Marocco francese, Algeria, Tunisia
17th Bombardment Group (dicembre 1942 – novembre 1943) (B-26)
98th Bombardment Group (settembre–novembre 1943) (B-24)
trasferito da Ninth Air Force
310th Bombardment Group (dicembre 1942 – novembre 1943) (B-25)
319th Bombardment Group (dicembre 1942 – novembre 1943) (B-26)
320th Bombardment Group (dicembre 1942 – novembre 1943) (B-26)
321st Bombardment Group (dicembre 1942 – novembre 1943) (B-25)
376th Bombardment Group (settembre–novembre 1943) (B-24)
trasferito da Ninth Air Force
33d Fighter Group (novembre 1942 – novembre 1943) (P-40)
81st Fighter Group (gennaio–novembre 1943) (P-40)
82d Fighter Group (novembre 1942 – novembre 1943) (P-38)
325th Fighter Group (gennaio–novembre 1943) (P-40)
- 57th Bombardment Wing (agosto 1943 – settembre 1945)

Unità trasferite da XII Tactical Air Command
Disattivato in Italia settembre 1945
Ubicato in: Tunisia, Sicilia, Italia, Corsica
12th Bombardment Group (agosto 1943 – febbraio 1944) (B-25)
trasferito a Tenth Air Force
47th Bombardment Group (1943–1944) (A-20,A-26)
310th Bombardment Group (1944) (B-25)
319th Bombardment Group (1944) (B-25)
321st Bombardment Group (1943–1944) (B-25)
340th Bombardment Group (1943–1944) (B-25)
57th Fighter Group (agosto 1943 – settembre 1945) (P-40, P-47)
79th Fighter Group (agosto 1943 – settembre 1945) (P-40, P-47)

##### XXII Tactical Air Command
Il XXII Tactical Air Command fu costituito il 26 febbraio 1942 e attivato il 5 marzo. Fu rinominato XII Fighter Command nel maggio 1942, e poi XXII Tactical Air Command nel novembre 1944.
Il comando fu assegnato alla Twelfth Air Force nell'agosto 1942 e trasferito presso RAF Wattisham (Inghilterra) in settembre, poi a Tafaraoui (Algeria) l'8 novembre 1942, nell'ambito degli sbarchi in Nordafrica previsti dall'Operazione Torch.
Il XXII Tactical Air Command partecipò ai combattimenti nel teatro del Mediterraneo fino alla fine della guerra. Fu disattivato a Pomigliano d'Arco il 4 ottobre 1945.
Le unità conosciute del XXII Tactical Air Command erano:
- 63d Fighter Wing (luglio 1943 – novembre 1944)

Ubicato in: Algeria, Corsica, Italia, Francia
52d Fighter Group (Spitfire) (1943–1944)
350th Fighter Group (P-38, P-39, P-47, P-400) (1943–1944)
412th Night Fighter Squadron (gennaio 1943 – ottobre 1945) (P-61)
- 87th Fighter Wing (aprile–settembre 1944)

Ubicato in: Algeria, Italia, Corsica
57th Fighter Group (P-47) (1944)
79th Fighter Group (P-47) (1944)
86th Fighter Group (P-47, A-36) (1944)
- 64th Fighter Wing (luglio 1943 – novembre 1944)

Ubicato in: Algeria, Tunisia, Sicilia, Italia, Francia
27th Fighter Group (A-36) (1943)
31st Fighter Group (P-51, Spitfire) (1943)
33d Fighter Group (P-38) (1943)
86th Fighter Group (P-47, A-36) (1943)
324th Fighter Group (P-40) (1943)
415th Night Fighter Squadron (febbraio 1943 – ottobre 1945) (P-61)

##### XII Troop Carrier Command (Provisional)
- 51st Troop Carrier Wing (C-47) (novembre 1942 – maggio 1945)
Algeria, Tunisia, Sicilia, Italia
  - 60th Troop Carrier Group
  - 62d Troop Carrier Group
  - 64th Troop Carrier Group

- 52d Troop Carrier Wing (C-47) (aprile 1943 – febbraio 1944)
Marocco francese, Tunisia, Sicilia
  - 313th Troop Carrier Group
  - 314th Troop Carrier Group
  - 316th Troop Carrier Group

### Dopoguerra
Alla fine dei combattimenti nei teatri del Mediterraneo ed Europeo nel 1945, la Twelfth Air Force fu disattivata. Tuttavia il XII Tactical Air Command fu riassegnato alle United States Air Forces in Europe, integrato nelle forze di occupazione della Germania. I relativi gruppi impiegavano aerei P-47 o P-51. Le unità assegnate a compiti di occupazione erano:
- 27th Fighter Group (1945)
Disattivato il 7 novembre 1945.
- 36th Fighter Group (1945–1946)
Trasferito negli USA in febbraio 1946.
- 86th Fighter Group (1945–1946)
Trasferito negli USA in febbraio 1946.
- 324th Fighter Group (1945)
Disattivato ottobre 1945.

- 406th Fighter-Bomber Group (1945–1946)
Disattivato il 20 agosto 1946.
- 52d Fighter Group (1945)
Disattivato 7 novembre 1945.
- 354th Fighter Group (1945–1946)
Disattivato il 31 marzo 1946.
- 355th Fighter Group (1945–1946)
Trasferito negli USA il 1º agosto 1946.

Il XII Tactical Air Command fu disattivato a Bad Kissingen (Germania) il 10 novembre 1947.

### Guerra fredda
La Twelfth Air Force fu riattivata presso la March Joint Air Reserve Base (California) il 17 maggio 1946, ed assegnata al Tactical Air Command con compiti addestrativi.
Alla fine degli anni 1940, a seguito di varie modificazioni organizzative, la 12 AF ritornò attiva il 21 gennaio 1951 presso Wiesbaden AB (Assia), assegnata alle United States Air Forces in Europe (USAFE). La Twelfth Air Force divenne la prima formazione USAFE dichiarata disponibile per la NATO. Assieme ad unità aeree francesi e canadesi, la 12 AF faceva parte della Fourth Allied Tactical Air Force, a sua volta riconducibile alle Allied Air Forces Central Europe della NATO. Comprendeva il 21st Fighter-Bomber Wing, ubicato in Francia, e lo 85th Air Depot Wing presso Erding in Germania.
Il 1 gennaio 1958 la Twelfth Air Force fu rischierata a Waco (Texas) vicino alla James Connally Air Force Base, ed assegnata al Tactical Air Command. Nei 10 anni di permanenza a Connally AFB la sua missione iniziò a concentrarsi sull'addestrare equipaggi aero-tattici sino ad una prontezza operativa di combattimento che li rendesse in grado di svolgere operazioni aeree congiunte.
Nel settembre 1968 la Twelfth Air Force si spostò presso Bergstrom Air Force Base (Texas). Durante la Guerra del Vietnam, la Twelfth fu una fonte primaria per forze addette a caccia tattica, ricognizione e aerotrasporto, da schierare nella zona di guerra nel Sudest asiatico.
Nel 1987 il comandante della Twelfth Air Force assunse la responsabilità dello United States Air Force Southern Command. In questa veste, la 12 AF gestisce tutto il personale ed i mezzi dell'aviazione nell'area di responsabilità dello United States Air Force Southern Command, ossia l'America Centrale e Meridionale. Durante l'Invasione statunitense di Panama del 1989, per esempio, la 12 AF ed altre forze aeree furono impiegate in appoggio delle forze statunitensi, con il dichiarato proposito di ripristinare la democrazia a Panama. Nel 1994 la 12 AF gestì ed organizzò le operazioni aeree pertinenti all'Operazione Uphold Democracy, la missione finalizzata a ripristinare la democrazia haitiana, ed al contempo a sostenere la Operazione Safe Haven svolta dallo U.S. Southern Command in favore dei rifugiati cubani.

### Post Guerra fredda
Il 13 luglio 1993 il comando principale della Twelfth Air Force si trasferì ufficialmente da Bergtstrom AFB a Davis-Monthan Air Force Base (Arizona). Da allora, il personale e le unità della 12 AF hanno partecipato ad operazioni in molte parti del mondo: SOUTHERN WATCH, PROVIDE COMFORT, DENY FLIGHT, PROVIDE PROMISE, RESTORE HOPE, e JOINT ENDEAVOR. Durante le operazioni DESERT SHIELD e DESERT STORM la 12 AF fornì aerei da caccia e ricognizione per sostenere le U.S. Central Command Air Forces.
Dopo gli attacchi terroristici dell'11 settembre 2001 la Twelfth Air Force (Air Forces Southern) ha collaborato strettamente con i paesi caraibici e centro-sudamericani nella guerra al terrorismo. Il comando ha appoggiato i tentativi di sradicare il traffico illegale di droghe negli USA e Paesi vicini. La 12 AF ha pure fornito forze per le operazioni ENDURING FREEDOM in Afghanistan, IRAQI FREEDOM, e NOBLE GUARDIAN negli USA. Attualmente la 12 AF dirige sei stormi da combattimento, cinque Direct Reporting Unit, oltre a 12 unità aeree che le sono state aggregate da Air Force Reserve e Air National Guard.